# 外清浄
外清浄（げしょうじょう）とは、神道における潔斎の一形式。内清浄と対をなす。

## 概要
内清浄が精神的な潔斎であるのに対して、外清浄は禊・祓えなどのうち物質的・形式的なものを指す。
主に中世頃の概念であり、『伊勢太神宮参詣記』などでは度会神道の修行方法として内外清浄があげられ、一条兼良による著書『日本書紀纂疏』にも内外清浄の説明が見られ、室町時代の吉田兼倶による吉田神道は顕露教と隠幽教の区別を設けたが、前者の儀式などがこれにあたるとした。『神道大意』や『唯一神道名法要集』などに記述がある。
吉川神道や垂加神道なども内外清浄の概念を立てる。

## 分析
加藤玄智は著書『神道論』の中で、宗教学は自然教と文明教を分け、神道は自然教期から文明教期に移行したが、前者の肉体の清浄である外清浄に対して精神の清浄である内清浄の後者があるとした。